# Luis Bras
Luis Ricardo Bras (Rosario, 29 de octubre de 1923
- ibídem, 14 de noviembre de 1995)
fue un dibujante, diseñador gráfico y cineasta argentino, pionero de la animación.

## Biografía
Estudió en el curso nocturno de la Escuela de Artes Plásticas de Rosario, de la que se graduó en 1947 ―a los 24 años― como profesor de dibujo.
Trabajó como fileteador (pintor de las filigranas que se utilizaban en los vehículos durante el siglo XX en Argentina), letrista especializado, diseñador de vidrieras, pintor de pergaminos artesanales y diseñador gráfico publicitario.
A principios de los años sesenta, Bras trabajó en ilustraciones publicitarias para una agencia.
Diseñó y confeccionó cheques de banco, etiquetas de productos y pergaminos de recordatorios.

### Trayectoria
En su sótano-taller situado en calle San Lorenzo 1453 trabajó y dio clases particulares. En 1969 ―con 46 años de edad― fue nombrado titular de la cátedra Laboratorio de Medios Audiovisuales en la Facultad de Bellas Artes de la Universidad de Rosario, cargo que mantuvo 26 años, hasta su muerte en 1995.
Trabajó por encargo haciendo ilustraciones para agencias publicitarias, que usaban las vidrieras de la tienda La Favorita como pantalla para proyectar filmaciones en 16 mm blanco y negro. Allí intercalaban las mejores jugadas de Newells Old Boys y Rosario Central con placas publicitarias a cargo de Bras. Empezó a mezclar las imágenes, y agregó movimientos simples a las tipografías y los dibujos.
En los siguientes 15 años, ya existente la televisión local, animó para la agencia Camilo Serbali cerca de 300 publicidades entre las que se encuentran personajes clásicos como el avestruz de Radicura, el gauchito de Paladini y el fúlmine de Desinfectal.
Esta agencia asegura no haber conservado ninguna copia de ellas. Sin embargo, sus discípulos las han recuperado y publicado en internet.
En ese momento Bras era uno de los dibujantes y creativos publicitarios más cotizados de la ciudad.
Con una cámara prestada de 16 mm y los conocimientos básicos sobre realización de dibujos animados (impartidas por un documental Disney), se dedicó a experimentar.
En 1964, Bras se encontró con las obras completas del animador escocés-canadiense Norman McLaren (1914-1987) en una función del Cine Club Rosario. Adivinando las técnicas y procedimientos experimentó el rayado directo sobre película de 16 mm.

Tomaba película velada, la lavaba con lavandina y la coloreaba encima. En otros casos hacía una especie de collage pegando cosas sobre el film. En una oportunidad pegué a lo largo de varios metros de película un hilo finito pero muy pelusiento, teñido en ciertas partes. Esa técnica daba una imagen de un valor plástico extraordinario, pero hubiera exigido sacar inmediatamente una copia del original antes de proyectarlo ya que los distintos materiales se iban enganchando en el proyector y despegando. Yo nunca pude sacar copias de eso y todo se destruyó.
Luis Bras

En 1966, Bras asistió al Primer Festival de Cine Documental y Experimental de Córdoba, sabiendo que Norman McLaren estaba invitado.

Me presenté a una conferencia de prensa en la que había unos 150 periodistas, técnicos y realizadores, pero esta gente no sabía mucho sobre lo que él hacía. Yo le formulé una serie de preguntas muy específicas sobre técnicas de animación directa sobre película y McLaren ―por intermedio del traductor― preguntó mi nombre y quiso saber si yo también era realizador. Desde ese momento la conversación se volvió completamente personal y cuando le dije que llevaba mis películas conmigo se excusó y nos retiramos a un salón donde pude proyectarle mis trabajos. Conversando con él supe que la NFB (National Film Board: oficina nacional de cine) de Canadá ponía a su disposición todos los procesos de laboratorio necesarios para la postproducción de todas sus películas que hacía a mano, lo que le permitía utilizar varias capas de sobreimpresiones, colorear, agregar fotos, etc. También supe que un grupo de ingenieros fabricaban a su pedido las herramientas necesarias para darle precisión a su trabajo. McLaren me dio datos técnicos muy valiosos sobre cómo trabajar directamente la banda de sonido (dibujando sobre la pista óptica) y se mostró muy asombrado ya que él trabajaba siempre en 35 mm y no comprendía cómo podía yo hacer mis cosas en 16 mm.
Luis Bras

Entre 1967 y 1977, Luis Bras realizó todo tipo de experimentos, mayormente de «música ilustrada».

En sus propios términos, Bras quiso siempre «la realización de un cine sano, libre y auténtico» y definió sus películas como «entretenimientos estéticos».
Pablo Rodríguez Jáuregui

El ladrón de colores, La danza de los cubos y El Danubio azul están originalmente realizadas en película reversible de formato súper 8. Son copias únicas y el deterioro es irreparable. Para este tipo de trabajos, en los cuales dedicaba una cantidad de tiempo y esfuerzo notables, la película súper 8 era poco útil como soporte.

Yo fui un poquito haragán con respecto a los gastos. Me asustaba gastar dinero. Fui siempre muy metido en mi mismo, muy aislado, no porque la gente me aislara ya que siempre me han respetado por mi trabajo, sino porque yo mismo me hacía un mundo cerrado. Entonces tenía mucha timidez de ir a pedir préstamos o subsidios. La papelería es una cosa que me asusta tremendamente...
Luis Bras

Bras tenía un taller de animación que funcionó como un semillero de dibujantes y animadores. Sus alumnos provenían de Bellas Artes. La segunda tanda de realizadores de dibujos animados llegó con la creación de la Escuela Provincial de Cine y Televisión, donde Mario Piazza derivaba a los alumnos, nuevamente, hacia el taller de Bras. La escuela no tenía un taller de animación. En 1985 ingresaron Pablo Rodríguez Jáuregui, Mariana Wenger y Esteban Tolj, que formaron el grupo Nibelungos.
Alrededor de 1988 se dejó de utilizar el súper 8. La producción independiente de dibujos animados se complicó.
En 1990 se editó su libro Formas de hacer cine de animación, donde a través de 120 páginas, Bras detalla sus métodos de trabajo. Un libro dedicado a cineastas noveles. Lamentablemente, era sobre animación Súper 8 y cuando la UNR publicó el libro el formato había dejado de existir.
Bras pasó al video por realidades económicas. Probó también con las primeras computadoras llegadas a país, y que mediante aplicaciones gráficas permitía disparar animaciones 2D en tiempo real (en baja resolución y 16 colores). Comenzó a experimentar con imágenes electrónicas abstractas. Así realizó El tema de los temas.
En octubre de 1992, a los 69 años recibió una beca del Centro de Estudios Canadienses y viajó a Montreal (Canadá).
Bras se presentó solo ante el portero de la National Film Board e intentó expresar sus intenciones de visitar el lugar mediante señas y un francés básico.

Por fortuna pasaba por ahí una chica que hablaba castellano y me sirvió de traductora. Presentando mis credenciales de la beca conseguí concertar una visita guiada, totalmente formal, para dos días más tarde. Me llevaron a recorrer el gigantesco edificio donde Norman McLaren había llevado adelante sus experimentos con un presupuesto, según el guía, de 7 millones de dólares por año.

En un descanso para tomar un café alguien comentó que McLaren había visitado Argentina en 1966.

Buscaron en el archivo el álbum de fotos que documentaba esa visita y entonces yo comencé a los gritos: ¡Ese que está comiendo un asado con McLaren soy yo!.
Luis Bras

Bras se animó a presentarse como animador y a sacar de su bolso la bobina que contiene sus obras completas. Bastante les costó a los canadienses localizar un proyector de súper 8 en el edificio pero, finalmente, Bras proyectó sus trabajos en un microcine lleno de animadores y luego explicó sus técnicas de trabajo. El director de la NFB (National Film Board: oficina nacional de cine) lo invitó a almorzar y le ofreció las facilidades de los estudios para desarrollar tres nuevos proyectos. Bras propuso la restauración del original en 16 mm de Bongo rock y rehacer en 35 mm La danza de los cubos y El Danubio azul. Esto le permitió acudir diariamente a la NFB durante un mes y medio donde, a partir de la banda original de sonido, Bras volvió a dibujar sobre la película (por tercera vez) Bongo rock. Este es el único de sus trabajos que cuenta con copión, negativo de sonido y varias copias. Al finalizar este trabajo, y cumplidos los sesenta días de la beca, Bras volvió a Rosario con los 70 años ya cumplidos. Aunque tenía una invitación abierta de la NFB, nunca pudo regresar a Canadá. De vuelta en la soledad de su estudio y con un equipo de video prestado se dedicó a experimentar con las nuevas posibilidades. La imagen electrónica, sin embargo, se mostró bastante esquiva con pocos recursos y con la tecnología disponible a mediados de los años noventa.
Pablo Rodríguez Jáuregui

La EPCTV (Escuela Provincia de Cine y Televisión), junto con el programa de televisión Caloi en su tinta (en 1991), y la realización del festival FLVR (Festival Latinoamericano de Video) por primera vez en 1992, posibilitaron mayor difusión y acceso a estos trabajos. A pesar de esto, Bras es prácticamente anónimo fuera del grupo de animadores.
Bras se desempeñó hasta la fecha de su fallecimiento en 1995 como titular de la cátedra Laboratorio de medios audiovisuales en la Facultad de Bellas Artes de la Universidad de Rosario (ininterrumpido desde 1969) y en la Escuela Provincial de Cine y Televisión.
Durante el Festival Latinoamericano de Video del año 2000 se realizó un encuentro de animadores a nivel latinoamericano que sirvió para pasar en limpio el panorama local y ponerlo en su real escala frente a la producción en otras ciudades. En ese evento se estrenó el documental ¿Conoce usted el mundo animado de Bras?.

La obra de Bras navega entre las cuestiones del tiempo, el ritmo, el color y la forma, lo que se mueve, lo estático, lo que se ve y lo que apenas se intuye. Su búsqueda de un «cine puro» se refleja en imágenes con una ingenuidad y un lirismo imposibles de falsificar. Aunque la destrucción de su obra con el paso del tiempo sea sin duda un hecho lamentable, es la consecuencia de una política de trabajo llevada adelante consciente y persistentemente durante toda su producción. La elección de los materiales por el artista es una parte indivisible del proceso de creación. Hoy se lo podría catalogar como «arte efímero».

A esto hay que sumar el panorama incierto que rodeó y rodea a las posibilidades de producción y exhibición de cine de autor en Argentina y el factor adicional de intentar producir y hacerse ver desde el interior del país.
La voluntad de trabajar de forma absolutamente independiente sin tener que acreditar el resultado de sus experimentos a ninguna institución o segunda persona, ni tener que rendir cuentas del compromiso (o la falta de él) a ningún movimiento, dejan a Bras cargando con la total responsabilidad de la creación de un universo riquísimo, único, caprichoso y volátil.
Pablo Rodríguez Jáuregui

Luis Bras falleció en Rosario el 14 de noviembre de 1995, a los 72 años.

### Obras
- Toc, toc, toc..., 1965, Experimento sin nombre donde figura y fondo se alternan en los fotogramas pares impares. Lo realizó rayando y pintando sobre película en sincronía con el único sonido del golpe de un lápiz sobre la mesa.

- Bongo rock, 1969, rayada a mano sobre película velada con una púa de fonógrafo, a través de 9000 fotogramas. Bras envió esta animación a un festival en las islas Canarias. Como pasaban los años y no le devolvían la obra, volvió a realizarla por completo (con algunas mejoras y esta vez coloreada). Finalmente le llegó la obra original desde España.

- Puntos, 1969 (inconcluso).

- La danza de los cubos, 1976, para la cual fabricó 1200 cubos de telgopor forrados con cartulinas de colores, los animó sobre una mesa entramándolos combinando variaciones de altura, anchura y profundidad.

- Danubio azul, 1977, pintó a mano 1800 cartones a lo largo de tres años. Partiendo de una superficie atravesada por líneas horizontales, verticales y oblicuas, aparecen los planos definidos por estas líneas.

- El ladrón de colores, 1982, realización en super 8 con técnicas mixtas (inconcluso), 4000 elementos corpóreos que al ser fotografiados cuadro por cuadro generaban asombrosos cuerpos sólidos atravesados por otros personajes planos que se desplazan por la superficie de los objetos.

- Bolero, 1992, rayado a mano sobre película velada de súper 8 mm, pintado cuadro por cuadro con tinta china.

## Homenajes
En Rosario, el Jardín de infantes n.º 250 recibió el nombre de Maestro Luis Ricardo Bras.